# The Division
The Division es una serie estadounidense original de Lifetime sobre un equipo de mujeres policías en el Departamento de Policía de San Francisco. La serie se estrenó el 7 de enero de 2001 y finalizó el 28 de junio de 2004 después de 88 episodios.

## Argumento
La serie se centró en la vida de cinco policías en la división de delito grave encabezada por el capitán McCafferty Kate (Bonnie Bedelia). Las historias giraban en torno a las vidas personales y profesionales de las mujeres , y sus intentos de equilibrar ambas cosas. La serie aborda temas como el alcoholismo y el abuso sexual.

## Reparto
- Bonnie Bedelia como Capitán Kaitlyn "Kate" McCafferty.
- Nancy McKeon como Inspector Jinny Exstead.
- Lisa Vidal como Inspector Magdalena "Magda" Ramírez.
- Amy Jo Johnson como Stacy Reynolds (2003-2004).
- Taraji P. Henson como Inspector Raina Washington (2002-2004).
- Jon Hamm como Inspector Nate Basso (2002-2004).
- Tracey Needham como Inspector Candace "C. D." DeLorenzo (2001-2004).
- Jose Yenque como Gabriel 'Gabe' Herrera (2001-2003).
- Lela Rochon como Inspector Angela Reid (2001).
- David Gianopoulos como Inspector Peter Torianno (2001).
- Richard F. Whiten como el oficial.

### Estrellas invitadas
- Eric Szmanda (2001)
- Kristin Herrera (2002)
- Peter Coyote (2002)
- Monique Edwards (2002)
- James Avery (2002-2003)
- Sara Rue (2002-2003)
- Lauren Tom (2002)
- Dean Cain (2003-2004)
- Roma Downey (2004)
- Katie Cassidy (2003)
- Daniel Morton (2003)
- Kim Fields (2004)
- Rebecca Gayheart (2004)
- Nia Peeples (2004)
- Jon Tenney (2004)
- Alex Rocco (2001-2004)
- Tanya Vidal (2002-2003)

## Premios y nominaciones
Premios Gracie Allen 
- Ganó: Mejor Programa de Entretenimiento del Género Dramático (2004, empatado con "Without a Trace")

Premios Imagen Foundation 
- Nominado: Mejor Actriz en una Serie de Televisión, Lisa Vidal (2002)

Premios ALMA
- Nominado: Mejor Actriz en una Serie de Televisión, Lisa Vidal (2002)

Premios BMI Film & TV 
- Ganó: BMI Cable Award, Jeff Eden Fair (2004)
- Ganó: BMI Cable Award, Starr Parodi (2004)
- Ganó: BMI Cable Award, Jeff Eden Fair (2003)
- Ganó: BMI Cable Award, Starr Parodi (2003)

Premios Young Artist
- Nominado: Mejor Actuación en una Serie Dramática de TV - Estrellas invitadas, Actriz Joven, Joy Lauren (2003)
- Nominado: Mejor Actuación en una Serie Dramática de TV - Estrellas invitadas, Actor Joven, Shawn Pyfrom (2002)

Premios PRISM
- Ganó: Episodio en Serie Dramática de TV (2002, Por el episodio de "Intervention")
- Nominado: Actuación en una Episodio de Serie Dramática , Nancy McKeon (2003)